# Periodeafgrænsningspost
En periodeafgrænsningspost er en post i regnskabet, hvor betalingen af en indtægt eller en omkostning er kommet forud for realiseringen af denne. Et typisk eksempel på en periodeafgrænsningspost er et abonnement, hvor der forud betales for fysiske leverancer eller for serviceydelser.
Periodeafgrænsningsposter opføres i balancen; for sælger under periodeafgrænsningsposter, forpligtelser under passiver, og for køber tilsvarende under periodeafgrænsningsposter, tilgodehavender under aktiver.
Effekten af periodeafgrænsningsposterne er, at resultatet er upåvirket af forudbetalingerne, men at balancen viser likviditetsforbedringen for sælger samt likviditetsforringelsen og risikoen for køber.